# Jamie Fox (homme politique canadien)
Pour les articles homonymes, voir Jamie Fox et Fox.
Jamie D. Fox, né le 11 juin 1964, est un homme politique canadien. 
Né à Woodstock, au Nouveau-Brunswick, c'est toutefois à l'Assemblée législative de l'Île-du-Prince-Édouard qu'il est élu lors de l'élection provinciale de 2015. 
De 2015 à 2023, il représente la circonscription de Borden-Kinkora en tant qu'un membre du Parti progressiste-conservateur de l'Île-du-Prince-Édouard.